# Nordvästkaukasiska språk
Nordvästkaukasiska språk är en kaukasisk språkfamilj, förekommande främst i Kaukasien.
Den omfattar följande språk:
- Abazinska
- Abchaziska
- Adygeiska
- Kabardinska
- Ubychiska